# Бодмер, Готлиб
Го́тлиб Бо́дмер (нем. Gottlieb Bodmer; 25 апреля 1804, Хомбрехтикон — 1837, Мюнхен) — немецкий художник-портретист, дизайнер и литограф.

## Биография
Готлиб Бодмер родился в швейцарском Хомбрехтиконе и вырос в Фельдкирхене под Мюнхеном. С 16 лет обучался в Мюнхенской академии художеств по направлению «историческая живопись». В течение нескольких лет практиковался в портретной живописи под руководством Йозефа Карла Штилера, в 1829 году перешёл в мастерскую Франца Ксавера Винтерхальтера, чтобы заняться литографией. Наиболее известной работой Бодмера того времени стала литография «Сикстинской мадонны».
Некоторое время Готлиб Бодмер пробыл в Париже, где совершенствовался в технике. Выполнил многочисленные копии гравюр, особенно увлекался репродукциями картин художников мюнхенской школы. Наиболее известными стали
«Прощание короля Оттона» по картине Филиппа фон Фольца, «Король Людвиг I в кругу семьи» по картине Дитриха Монтена, а также «Швейцарский гренадер» по картине Иоганна Баптиста Кирнера. Достижения Готлиба Бодмера в литографии положили начало баварской литографической школе, которая принесла Мюнхену славу «литографической столицы Германии».
Похоронен на Старом южном кладбище в Мюнхене.